# Canon de 75 mm modèle 1912 Schneider
Pour les articles homonymes, voir Canon de 75 mm.
Le canon de 75 mm modèle 1912 Schneider est une pièce d'artillerie française de calibre 75 mm utilisée lors de la Première Guerre mondiale, créée par la société Schneider et Cie. Ce canon, employé par les divisions de cavalerie, est progressivement remplacé par le canon de 75 mm modèle 1897.

## Origine
La société Schneider et Cie développe un canon de 76,2 mm pour le marché russe, sous le nom « PD 13 » (P pour « puissant » et D pour « ligne de mire organisée pour la division des opérations de pointage », le 13 désignant le modèle de ce calibre). Cette pièce d'artillerie est équipée d'un frein hydraulique et d'un récupérateur pneumatique, avec une culasse à maniement rapide.
L'Armée française, dans sa volonté d'équiper ses divisions de cavalerie d'une artillerie moderne et légère, se trouve confrontée à l'impossibilité de diminuer le poids du canon de 75 mm modèle 1897. Elle décide alors de se tourner vers l'industrie privée. La pièce de Schneider, modifiée sous l'appellation « PD 13 bis » avec un tube raccourci de 15 cm (passant de 27  à   25,4 calibres) et passé au calibre 75 mm (pour utiliser les munitions communes à l'ensemble de l'artillerie de campagne française), est adopté par l'armée au printemps 1912. Ce nouveau modèle devait équiper les dix groupes à cheval, chacun de trois batteries (à quatre pièces tractées chacune par six chevaux), soit un total de trente batteries, mais plusieurs batteries à cheval utilisent encore le modèle 1897 au moment de la mobilisation.
Douze batteries supplémentaires sont commandées par l'État en septembre 1914, avec livraison en mai 1915. 200 pièces sont encore commandées en mai 1915, livrées pendant l'année 1916. Après ces deux commandes, la production fut harmonisée en se concentrant uniquement sur le modèle 1897.

## Utilisation
En plus de l'Armée française, plusieurs pays alliés ont reçu ce modèle. Le canon de 75 mm modèle 1912 Schneider est utilisé par la Serbie au cours de la Première Guerre mondiale.
La Pologne utilise ces canons lors de la guerre soviéto-polonaise. En Yougoslavie, il fut dénommé « 75 mm M.12 » ; récupérés par l'Armée allemande, celle-ci leur donna la désignation « 7,5 cm FK 249(j) ».